# Caliphruria subedentata
Caliphruria subedentata är en amaryllisväxtart som beskrevs av John Gilbert Baker. Caliphruria subedentata ingår i släktet Caliphruria och familjen amaryllisväxter. Inga underarter finns listade i Catalogue of Life.

## Bildgalleri

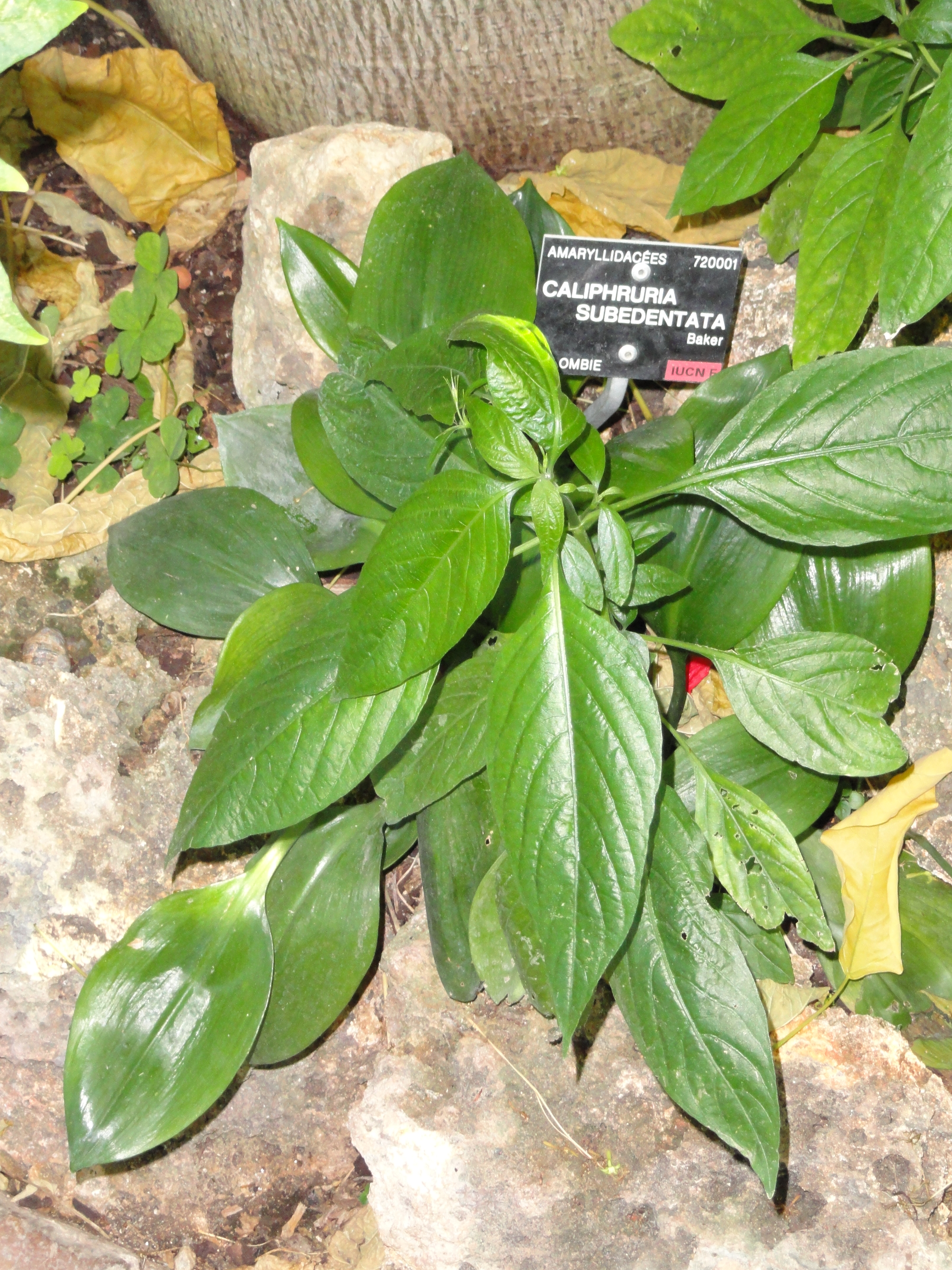
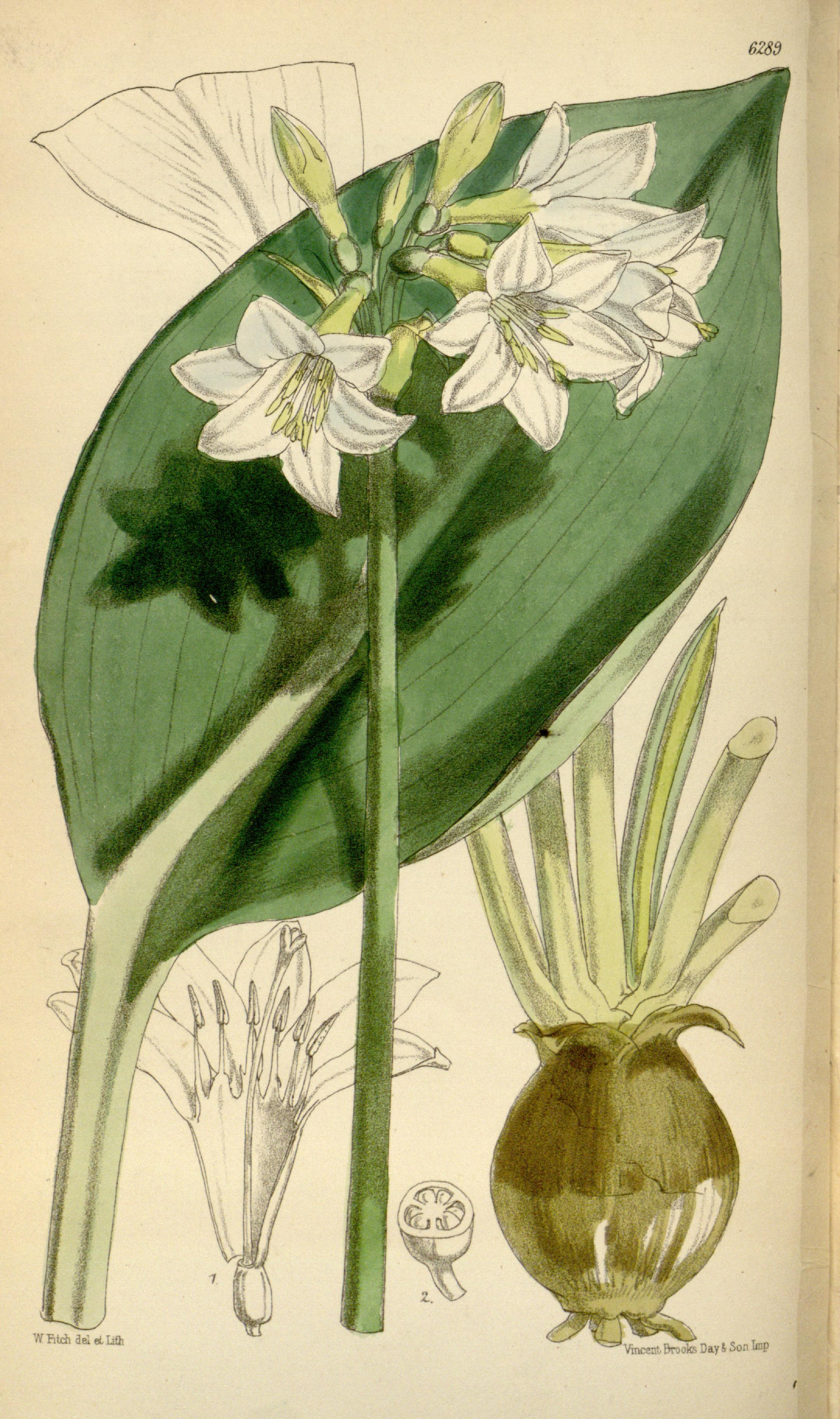